# Kletter-Mikanie
Die Kletter-Mikanie (Mikania scandens) ist eine Pflanzenart aus der Gattung der Mikania.

## Merkmale
Die Kletter-Mikanie ist eine ausdauernde, krautige und windende Kletterpflanze, die Wuchshöhen von 2 bis 5 Meter erreicht. Möglicherweise bildet sie oberirdische Ausläufer aus. Die Sprossachsen sind teils drüsig und mehr oder weniger kurzhaarig.
Die gegenständigen, gestielten Laubblätter sind gegenständig, herz- bis pfeilförmig. Sie sind zugespitzt bis geschwänzt und entfernt geschweift oder grob gezähnt bis ganzrandig. Die Blätter sind mehr oder weniger drüsig und kurz behaart.
Die Blütenstände sind schirmrispig in den Blattachseln. Die Blütenkörbe sind klein und vierblütig. Die vier Hüllblätter sind 4 bis 5,5 Millimeter groß. Die Röhrenblüten sind weiß oder rosa bis purpur.
Die Blütezeit reicht von (Juli) August bis Oktober. Es werden gerippte und drüsige Achänen mit Pappus gebildet.
Die Chromosomenzahl beträgt 2n = 34+0-1B oder 38.

## Vorkommen
Die Kletter-Mikanie kommt im subtropischen bis gemäßigten Ost-Amerika vom mittleren bis nordöstlichen Mexiko über Texas, Oklahoma bis Florida und den Bahamas nach Illinois östlich bis New York nach Maine vor. Die Art wächst in feuchten Gebüschen der Küstenebene sowie an Quellen, Bächen und Seen.

## Nutzung
Die Kletter-Mikanie wird selten als Zierpflanze für Rankgitter genutzt. Sie ist seit spätestens 1825 in Kultur.

## Belege
- Eckehart J. Jäger, Friedrich Ebel, Peter Hanelt, Gerd K. Müller (Hrsg.): Rothmaler Exkursionsflora von Deutschland. Band 5: Krautige Zier- und Nutzpflanzen. Spektrum Akademischer Verlag, Berlin Heidelberg 2008, ISBN 978-3-8274-0918-8.
- Mikania scandens in der Flora of North America, Vol. 21.